# ALE-HOP
ALE-HOP é uma rede de lojas de variedades na Europa com sede em Valência, Espanha. Natural de Gata de Gorgos (Alicante), Vicente Grimalt, fundador e gerente da marca, começou em 1968 — com apenas 17 anos — a vender produtos da sua cidade natal na rua, destacando-se os cestos e os chapéus. Em 1990, ele fundou a Clave Denia S.A.U. dedicada ao atacado. Depois disso Grimalt criou a marca “ALE-HOP”, abrindo a primeira loja na Calle Paz em Valência em 2001.
É conhecida por ter a figura de uma vaca nas suas lojas.

## Presença geográfica
A empresa conta com um total de 40 500 m² de área logística distribuída em três centros: um em Ondara (Alicante), outro em Bellreguard (Valência), onde estão localizados os seus escritórios e a sua sede, e um terceiro na localidade de Oliva (Valência), inaugurado em 2024.
Atualmente, conta com mais de 300 lojas físicas distribuídas por Espanha, Portugal, Itália e Croácia, sendo a grande maioria lojas próprias, com exceção de algumas franquias localizadas principalmente no País Basco, em Portugal e na Croácia.
| Comunidade autónoma   | N.º de lojas |
| --------------------- | ------------ |
| Comunidade Valenciana | 55           |
| Andaluzia             | 46           |
| Catalunha             | 35           |
| Canárias              | 34           |
| País Basco            | 13           |
| Comunidade de Madrid  | 11           |
| Ilhas Baleares        | 9            |
| Castela e Leão        | 7            |
| Região de Múrcia      | 5            |
| Galiza                | 4            |
| Rioja                 | 2            |
| Aragão                | 2            |
| Cantábria             | 2            |
| Castela-Mancha        | 1            |

| Região/Comunidade Autónoma   | N.º de lojas |
| ---------------------------- | ------------ |
| Alentejo                     | 1            |
| Algarve                      | 9            |
| Área metropolitana de Lisboa | 17           |
| Centro                       | 5            |
| Madeira                      | 4            |
| Norte                        | 10           |
| Oeste e Vale do Tejo         | 2            |
| Total: 48                    |              |

| País    | N.º de lojas |
| ------- | ------------ |
| Croácia | 5            |
| Itália  | 5            |

## Controvérsias

### Produto considerado sexista
Em abril de 2018, o Sindicato dos Enfermeiros SATSE exigiu a retirada de um dos seus produtos: uma caneta em forma de enfermeira, por apresentar “uma imagem estereotipada e sexista das enfermeiras que viola a sua honra e dignidade”. O presidente do sindicato pronunciou-se sobre o assunto: “Não é de todo admissível que, em pleno século XXI, se represente as profissionais de Enfermagem como mulheres com vestidos justos e curtos, e uma anatomia voluptuosa, propensa a sugerir determinados pensamentos ou fantasias de índole sexual”.

### Conflito sindical
Em 2021, o sindicato CNT apresentou uma ação judicial contra a empresa, alegando que esta teria violado o acordo coletivo do setor. A ALE-HOP respondeu com dois meses de suspensão de emprego e salário para três trabalhadoras da secção sindical da CNT, contra as quais também apresentou uma queixa que foi posteriormente rejeitada. Houve mobilizações solidárias e concentrações em frente aos locais de trabalho em todo o país em resposta a esses acontecimentos.

### Processo de plágio arquivado
Em 2021, a empresa foi processada pela Mr. Wonderful por "copiar sistematicamente" os desenhos dos seus produtos. No entanto, a Mr. Wonderful perdeu a ação contra a ALE-HOP, com a juíza decidindo que o estilo compartilhado por ambas é uma tendência e não um formato exclusivo da Mr. Wonderful. Além disso, destacou que a ALE-HOP já comercializava os produtos em questão desde 2001, 11 anos antes da fundação da Mr. Wonderful em 2012.